# Régions linguistiques de Belgique
Cet article concerne les Régions linguistiques de Belgique. Pour les autres significations, voir Régions de Belgique et Régions naturelles de Belgique.

Les quatre régions linguistiques de Belgique:
- néerlandais (en jaune)
- bilingue (Bruxelles-Capitale, en hachuré)
- français (en rouge)
- allemand (en bleu)

Une région linguistique est une subdivision territoriale de la Belgique prévue par l'article 4 de la Constitution belge. La région linguistique détermine l'emploi des langues par l'administration et autres institutions soumises aux lois belges sur l'emploi des langues. Elle est aussi utilisée pour la langue d'enseignement.
Ces territoires sont aussi utilisés pour déterminer les territoires sur lesquels chaque communauté est compétente.
Chaque commune belge est nécessairement rattachée à une région linguistique, à une région et à au moins une Communauté. Cependant, certaines communes dites à facilités, bien qu'appartenant à une région linguistique peuvent fournir leur service administratif et/ou de l'enseignement dans une autre langue que celle de la région linguistique à laquelle elles appartiennent.

## Les quatre régions linguistiques
Les quatre régions linguistiques sont:
- région de langue néerlandaise de Belgique dont le territoire coïncide avec celui de la Région flamande ;
- région de langue française de Belgique
- région de langue allemande de Belgique
  - les territoires des deux précédentes forment, réunis, la Région wallonne ;
- région bilingue de Bruxelles-Capitale dont le territoire (mais non les institutions) coïncide avec celui de la Région de Bruxelles-Capitale.

## Modification du découpage
Ce découpage ne peut être modifié que par une loi adoptée à une majorité spéciale.